# Adelmo Bulgarelli
Pour les articles homonymes, voir Bulgarelli.
Adelmo Bulgarelli (né le 23 mars 1932 à Carpi et mort le 20 juillet 1984  est un lutteur italien spécialiste de la lutte gréco-romaine.

## Biographie
Adelmo Bulgarelli participe à trois reprises aux Jeux olympiques (1956, 1960 et 1964). Lors des Jeux olympiques d'été de 1956, il combat dans la catégorie des poids lourds et remporte la médaille de bronze.
Il meurt le 20 juillet 1984 à l'âge de 52 ans et est inhumé au cimetière monumental de Turin.

## Palmarès

### Jeux olympiques
- Jeux olympiques de 1956 à Melbourne,  Australie
  -  Médaille de bronze.